# Marcos Orozco

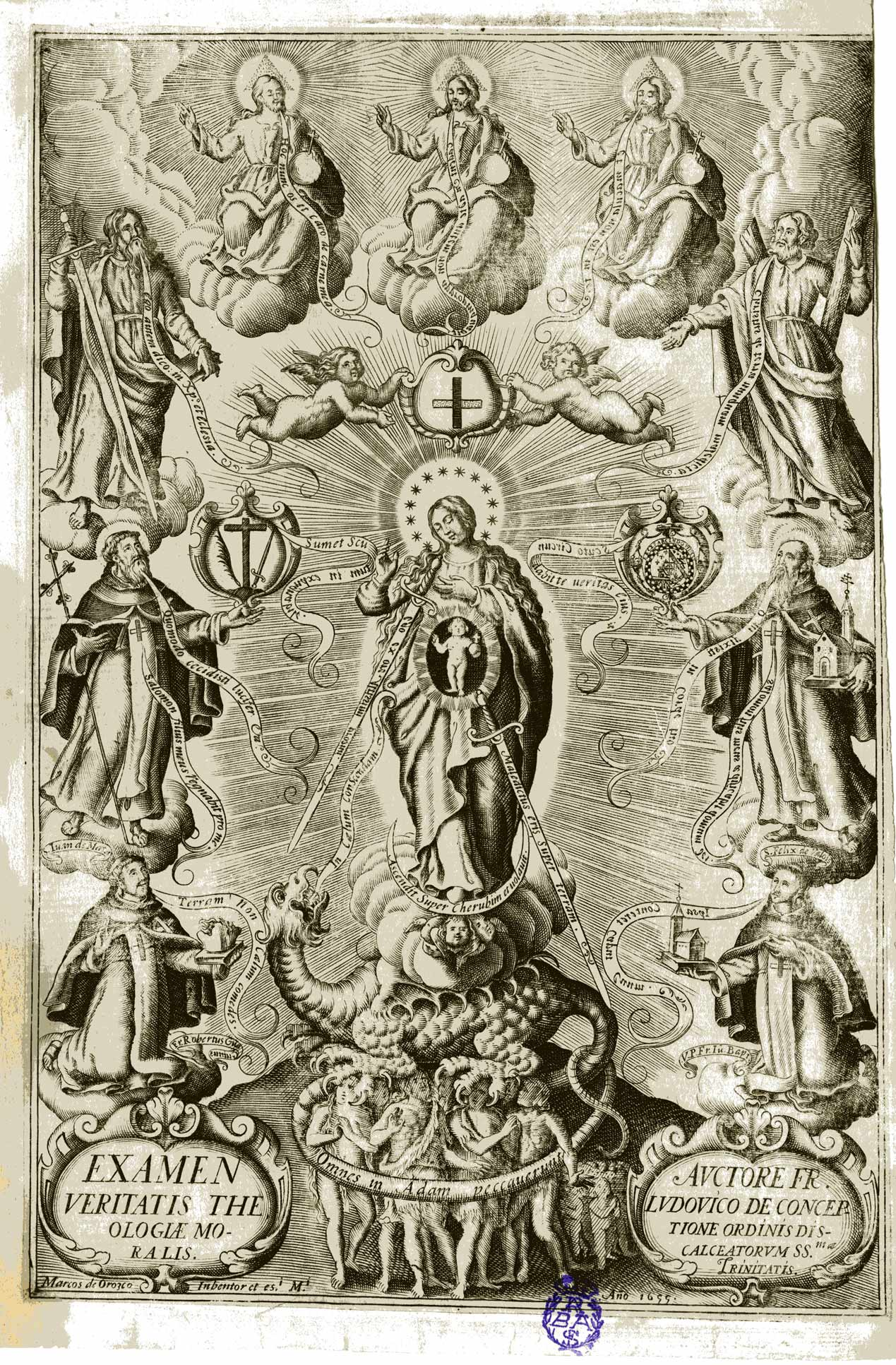
Portada de Examen Veritatis Theologiae Moralis / Ludovico de Conceptione..., Firmada: Marcos de Orozco Inbentor et esi. Mi. Año 1655. En medio, los descendientes de Adán bajo un dragón que pisa la Inmaculada, con la imagen del Niño Jesús en una orla bajo su pecho. A los lados, San Juan de Mata y san Félix de Valois con dos beatos trinitarios, y en lo alto, la Santísima Trinidad en tres figuras iguales con San Pedro y San Pablo..

Marcos Orozco (f. 1654-1707) fue un presbítero, pintor y grabador barroco español «de mediano gusto e inteligencia en el dibujo», según le definió Ceán Bermúdez.

## Obra
Activo en Madrid y cercano a Pedro de Villafranca, su condición de sacerdote le hizo especializarse en estampas de devoción y portadas y retratos de libros religiosos, de los que dejó una producción muy abundante. Obra temprana y de notable complejidad es la portada del Examen Veritatis Theologiae Moralis de Luis de la Concepción, firmada en 1655 como inventor —autor del dibujo— y grabador, en la que aparecen en el centro los descendientes de Adán bajo un dragón que pisa la Inmaculada —de cuya boca sale una espada— con la imagen del Niño Jesús en una orla sobre el vientre. A los lados, san Juan de Mata y san Félix de Valois con dos beatos trinitarios y, en lo alto, la Santísima Trinidad en tres figuras iguales con San Pedro y San Pablo. 
Entre los muy numerosos retratos de religiosos que realizó, pueden citarse los de la venerable María de Pol para su Vida y virtudes..., escrita por Marcos de Torres (1661), el de san Diego de Alcalá para la Historia de su vida de Antonio Rojo (1663), el de san Francisco Javier para Labor evangélica..., de Francisco Colin (1663), o el de la venerable madre Isabel de Jesús, Agustina recoleta, con la Verdadera Imagen del Cristo de Serradilla, incluido en la segunda edición de su Vida escrita por el padre Francisco Ignacio (1671). En 1665 colaboró con la publicación de la Vida maravillosa..., de la venerable Marina Escobar, del jesuita Luis de la Puente, para la que proporcionó junto con el retrato de la beata los diseños de portada, con el retrato del autor y los santos Ignacio de Loyola y Francisco Javier grabados por el impresor Francisco Nieto.
No faltaron en su producción, con todo, obras de otra naturaleza, como pueden ser las estampas a toda plana del Tratado de todo género de Bóveda, de Juan de Torija (1661), o los emblemas enmarcados en cartelas barrocas de elegante dibujo, que realizó en colaboración con Diego de Obregón, para el tratado de Juan Baños de Velasco, L. Anneo Séneca ilustrado en blasones políticos y morales y su impugnador impugnado de sí mismo, Madrid, 1670, para el que Pedro de Villafranca realizó la portada. 
Un retrato del rey Felipe IV aparece en el Dichoso fin de la vida humana y feliz tránsito... de Felipe IV, de fray Juan de Santa María (1667). Otro de Carlos II niño, fechado en 1675, se encuentra en el Resumen de la verdadera destreza de las armas, de Pérez de Mendoza. Retratos de personajes seculares son también el de Gaspar de Haro y Guzmán, marqués del Carpio, incorporado a la barroca portada inmaculista de Sangre triunfal de la iglesia, de Bartolomé de la Iglesia (1670), y el de Antonio de Solís que realizó en 1692, tras algunos años de aparente inactividad, para la edición de las Varias poesías sagradas y profanas, que dexó escritas (aunque no juntas ni retocadas) D. Antonio de Solís y Ribadeneyra...; recogidas y dadas a luz por D. Juan de Goyeneche.
Aunque por lo común firmaba sus obras haciendo constar la autoría del diseño tanto como la del grabado, en 1670 se publicaron las Tres últimas Musas Castellanas de Francisco de Quevedo con estampas de Orozco según dibujos proporcionados por Santiago Morán Cisneros y Ceán señala entre sus obras un crucifijo hecho por dibujo de José Jiménez Donoso, con ángeles que tienen en las manos tarjetas e insignias episcopales, impreso en la primera hoja del Sínodo celebrado en Toledo en 1682.